# Красимир Влахов
Красимир Красимиров Влахов е български юрист, конституционен съдия, бивш заместник-председател на Върховния касационен съд, родом от Плевен.
Красимир Влахов следва и се дипломира по сп. Право в СУ „Климент Охридски“.
От януари 1996 г. Влахов е младши съдия в СГС. Почти две години по-късно става районен съдия в София. След 4 години (ноември 2003 г.) е избран за заместник-председател на Софийския районен съд – ръководител на Гражданската колегия. От 2004 г. работи в СГС, а по-късно е командирован във ВКС.
След освобождаването на поста Председател на СРС от Иван Колев, длъжността се заема от временно изпълняващ. На първия конкурс ВСС отхвърля всички кандидати. На втория за административен ръководител на най-големия съд в България е избран съдия Влахов. В длъжността встъпва от 22 декември 2008 г.
| „                                                    | Помолих инспекторите да дойдат през почивен ден или към 21 ч. По това време сградата свети, но не от чистота. | “ |
| Красимир Влахов по повод свръхнатовареността на СРС. | |   |

Към 2009 г. е член на Управителния съвет на Съюза на съдиите в България, в който членува от 2000 г. Членува и в Съюза на учените в България.
Влахов преподава Гражданско право и процес в Националния институт по правосъдието (постоянно през периода 2005 – 2006 г.). Хоноруван преподавател е в СУ. Автор е на помагало по ГПП, а по новия ГПК на Гражданско процесуално право. Практическо помагало. С: НИП, 2007. През 2007 г. „Сиби“ публикува второ издание на Вещно право. Практически проблеми (в съавторство с Марио Бобатинов), а през 2009 г. същото издателство публикува Актуални проблеми на новия Граждански процесуален кодекс.
През 2009 г. председателят на СРС отказва да предостави достъп до обществена информация относно съвета на съдебните заседатели в съда и вътрешните правила за съдебните заседатели в СРС. Отказът е отменен с Решение 82/ 2009 г. на АССГ, потвърдено с Реш. 461/2011 на ВАС.
Женен е за Христина Влахова – бивша съдия, към 2009 г. – нотариус с район на действие СРС.
Влахов напуска първоинстанционния съд и става зам.-председател на най-високия по степен съд на 5 април 2012 година. На 2 април проф. Лазар Груев входира предложението във ВСС, то минава извънредно на следващия ден в Комисията по атестирането и е включено на 5 април 2012 г. като допълнителна точка в дневния ред на ВСС за същия ден. На заседанието няма никакво обсъждане на кандидатурата. Така Влахов е въздигнат в член на ВКС и председател на Гражданската му колегия, състояща се от около 50 върховни съдии. Изборът бива критикуван поради липсата на публична процедура по номинирането и мотиви за избора. Това било на практика най-високата съдийска длъжност, а във ВКС имало много лица с по-голям съдийски стаж. Същевременно СРС преждевременно остава без ръководител и с неразрешени проблеми. Министърът на правосъдието намира качествата на конкретния кандидат за безупречни, но е силно изненадана от начина, по който е станал изборът, за което нямало причина. Лазар Груев заявява, че процедурата е била прозрачна, защото качествата на Влахов били ясни; изразстването не противоречи на текста на закона. Влахов не се противопоставя на избора; по-късно заявява, че не носи отговорност за избора, не се е запознал с критики по него и категорично нищо не го притеснява.